# Ultra Stereo
Ultra Stereo wurde um das Jahr 1985 in Konkurrenz zu Dolby von ehemaligen Mitarbeitern entwickelt.
Ultra Stereo ist ein analoges 2/4 Lichttonverfahren mit den gleichen technischen Eckdaten wie Dolby Stereo, dessen Qualität es allerdings nicht ganz erreicht.
Ultra Stereo wird wegen des günstigen Preises hauptsächlich in Low Budget-Produktionen eingesetzt. Laut der Internet Movie Database sind 834 Filme (hauptsächlich B-Movies) in Ultra Stereo abgemischt.
Ultra Stereo entschlüsselt auch DolbyA, Dolby SR und dts-Stereo Lichttonspuren.
Ultra Stereo-Systeme können mit allen gängigen digitalen Filmtonsystemen nachgerüstet werden.